# Titan A.E.
Titan A.E. is een Amerikaanse sciencefiction-animatiefilm uit 2000. De film is geregisseerd door Don Bluth en Gary Goldman. De titel van de film refereert aan het ruimteschip dat centraal staat in de film, met A.E. als afkorting voor "After Earth."
De film combineert traditionele animatie met computeranimatie. De film heeft inmiddels een cultstatus.

## Verhaal
Het is het jaar 3028. De mensheid heeft inmiddels de mogelijkheid tot het maken van verre ruimtereizen, en heeft contact gelegd met meerdere buitenaardse rassen. Door toedoen van een experimentele ontdekking genaamd "Project Titan" beginnen de Drej, een ras van wezens die uit pure energie bestaan, een aanval op de aarde. Terwijl de Drej zich klaarmaken om de aarde te vernietigen, stuurt professor Sam Tucker, een van de wetenschappers die aan "Project Titan" werkt, zijn zoon Cale mee met een van de schepen waarmee de bevolking wordt geëvacueerd. De aarde wordt vernietigd en de ontsnapte mensen zoeken schuil aan boord van verschillende schepen, die voortdurend worden aangevallen en opgejaagd door de Drej.
Vijftien jaar later werkt Cale op een schroothoop in een asteroïdegordel. Hij ontmoet kapitein Joseph Korso, die Cales hulp vraagt om de Drej te verslaan. Cale twijfelt, maar stemt uiteindelijk toe. De twee ontsnappen aan een Drej-aanval met Korso’s schip, de Valkyrie. Cale ontmoet aan boord de andere leden van Korso’s bemanning, die grotendeels uit aliens bestaat; de eerste stuurman Preed, de astrogator Gune, en de wapenexpert Stith. Het enige andere menselijke bemanningslid is de co-piloot genaamd Akima, op wie Cale meteen verliefd wordt. Korso onthult dat Professor Tucker een gecodeerde kaart in Cales ring heeft verstopt, waarmee ze de Titan kunnen vinden. Hiermee kan de mensheid weer een thuis verkrijgen. Ze reizen af naar de planeet Sesharrim, waar een ras genaamd de Gaoul Cale helpt de kaart te interpreteren. Hij ontdekt de locatie van de Titan in de Andali-nevel. Wanneer de groep weer vertrekt, worden ze aangevallen door de Drej. Cale en Akima worden gevangen. Akima wordt in een capsule de ruimte ingestuurd terwijl de Drej de kaart van Cale proberen te bemachtigen. Cale kan ontsnappen in een Drej-schip en keert trug naar de Valkyrie. Daar blijkt Akima ook te zijn, wiens capsule door de Valkyrie was onderschept.
Op weg naar de Andalinevel ontdekken Cale en Akima dat Korso en Preed in werkelijkheid onder een hoedje spelen met de Drej. Hun doel is niet de Titan vinden om hem te gebruiken voor de mensheid, maar om hem te vernietigen. Wanneer Korso ontdekt dat ze hem doorhebben, laat hij de twee achter op een kolonie. Met behulp van de mensen in deze kolonie kunnen Cale en Akima een schip bemachtigen en de achtervolging inzetten.
In de nevel vinden Cale en Akima de Titan. Aan boord vinden ze een holografische boodschap van Cales vader, waarin wordt vermeld dat de Titan de mogelijkheid heeft een compleet nieuwe planeet te maken gelijk aan de aarde. Het schip heeft momenteel echter niet de energie voor dit proces. Voordat de twee kunnen uitzoeken hoe de Titan werkt, worden ze aangevallen door Korso, Preed en de Drej. Preed komt om het leven in het gevecht. Cale komt met het idee om de Drej, die in feite uit pure energie bestaan, te gebruiken als krachtbron voor de Titan. Korso ziet zijn fouten in en offert zich op om dit plan mogelijk te maken. De Drej worden allemaal de Titan ingezogen, waarna hun energie wordt gebruikt om een nieuwe planeet te maken.
De film eindigt in het jaar 3044, met de mensheid op de nieuwe aarde.

## Rolverdeling
| Acteur                 | Personage             |
| ---------------------- | --------------------- |
| Matt Damon             | Cale Tucker           |
| Drew Barrymore         | Akima                 |
| Bill Pullman           | Kapitein Joseph Korso |
| John Leguizamo         | Gune                  |
| Nathan Lane            | Preed                 |
| Janeane Garofalo       | Stith                 |
| Ron Perlman            | Professor Sam Tucker  |
| Alex D. Linz           | Jonge Cale            |
| Tone Loc               | Tek                   |
| Jim Breuer             | De kok                |
| Christopher Scarabosio | Koningin Drej         |
| Jim Cummings           | Chowquin              |
| Roger L. Jackson       | eerste alien          |

## Achtergrond

### Ontvangst
Titan A.E. werd over het algemeen met positieve reacties ontvangen, maar was qua opbrengst een teleurstelling. In totaal bracht de film wereldwijd 36.754.634 dollar op, tegen een budget van 75 miljoen dollar. Na deze tegenvallende resultaten werd Fox Animation Studios gesloten. Volgens critici was de lage opbrengst vooral de wijten aan het feit dat de film een slechte reclamecampagne had, en niet echt duidelijk was voor welke doelgroep de film nu bestemd was.

### Boeken
Ter promotie van de film werden een aantal voorafgaande verhalen gepubliceerd:
- Cale's Story: een reeks boeken over de jonge jaren van Cale. De reeks eindigt waar de film begint.
- Akima's Story: een reeks boeken over het leven van Akima voor de film.
- Sam's Story: een stripreeks van Dark Horse Comics, over Sam Tucker en zijn bemanning.

### Filmmuziek
1. "Over My Head" — Lit
2. "The End is Over" — Powerman 5000
3. "Cosmic Castaway" — Electrasy
4. "Everything Under the Stars" — Fun Lovin' Criminals
5. "It's My Turn to Fly" — The Urge
6. "Like Lovers (Holding On)" — Texas
7. "Not Quite Paradise" — Bliss 66
8. "Everybody's Going to the Moon" — Jamiroquai
9. "Karma Slave" — Splashdown
10. "Renegade Survivor" — The Wailing Souls
11. "Down to Earth" — Luscious Jackson

## Prijzen en nominaties
| jaar | prijs                  | categorie                                                                                  | genomineerde(n)                                                         | uitslag     |
| ---- | ---------------------- | ------------------------------------------------------------------------------------------ | ----------------------------------------------------------------------- | ----------- |
| 2000 | Annie Award            | Outstanding Achievement in an Animated Theatrical Feature                                  | -                                                                       | Genomineerd |
| 2000 | Annie Award            | Outstanding Individual Achievement for Effects Animation                                   | Julian Hynes                                                            | Genomineerd |
| 2000 | Annie Award            | Outstanding Individual Achievement for Production Design in an Animated Feature Production | Philip A. Cruden                                                        | Genomineerd |
| 2001 | Saturn Award           | beste sciencefictionfilm                                                                   | -                                                                       | genomineerd |
| 2001 | Golden Reel Award      | Beste geluidsmontage – animatie                                                            | Christopher Boyes, Matthew Wood, Christopher Scarabosio, Andrea S. Gard | gewonnen    |
| 2001 | Golden Reel Award      | Beste geluidsmontage – muziek                                                              | Joshua Winget                                                           | genomineerd |
| 2001 | Golden Satellite Award | Beste film – animatie of gemengde media                                                    | -                                                                       | genomineerd |